# Becky!
Becky! ist ein E-Mail-Programm und wird von der japanischen Firma RimArts in Matsudo City, Chiba entwickelt. In den frühen 2000er Jahren erhielt es in Ostasien Anerkennung aufgrund der guten Unterstützung für CJKV-Zeichen. Die deutsche Computerzeitschrift c’t schrieb 2003: «Die Ansichts-Einstellungen von Becky sind vorbildlich und machen den Mailer zu einer sicheren Sache.»
Das Programm unterstützt mehrere E-Mail-Zugänge und nutzt die gängigen Standardprotokolle wie POP3/SMTP oder IMAP, mit oder ohne SSL, incl. Sicherheits-Features wie APOP und ESMTP. Es unterstützt PGP/GnuPG- und S/MIME-Verschlüsselung. Darüber hinaus sind eine große Anzahl Plug-ins erhältlich, z. B. für Hotmail oder Usenet Newsgroups-Zugang.
Das Programm verfügt trotz seiner geringen Größe über vielseitige nützliche Features, so können E-Mails nach verschiedensten Kriterien durchsucht werden, die Suchen als virtuelle Ordner angelegt werden, Mails automatisch oder manuell gefiltert werden, Mailinglisten verwaltet werden usw.
Mit der Version 2.50 wurden „Aufgaben“ eingeführt, mit denen auf einfache Art geplante Aktionen wie Antworten, Anfragen oder andere Merkhilfen verwaltet werden können.
Seit 2010 und Version 2.56 wird die Push-E-Mail-Funktion IMAP IDLE unterstützt, welche ressourcenschonende Benachrichtigung bei neuen E-Mails ermöglicht.
Seit Version 2.67 ist eine einfachere Bedienung mit berührungsempfindlichen Bildschirmen (ab Windows 8) möglich. Außerdem wurde die IMAP4-Unterstützung mit Servern wie gmx.de und Outlook.com verbessert und in der Version 2.71 um die Funktion „IMAP QUOTA“ ergänzt, die mit Speicherplatzkontingenten umgehen kann, wie z. B. bei Google Gmail. Neu hinzugefügt wurde aktuell das Sicherheitsfeature OAuth 2.0.